# 山内道雄 (写真家)
山内 道雄（やまうち みちお、1950年10月23日 - ）は、愛知県出身の写真家。

## 経歴
1950年（昭和25年）に愛知県西加茂郡藤岡村（現・豊田市）に生まれた。藤岡村立藤岡中学校、愛知県立豊田西高等学校を経て、早稲田大学第二文学部（後に廃止）を卒業した。
広告会社で半年間働いたのち、ジャーナリスト専門学校に通って週刊誌などの社外記者として活動。29歳のとき東京写真専門学校（現：専門学校東京ビジュアルアーツ）の夜間部に入学。1982年（昭和57年）に東京写真専門学校を卒業し、同時に新宿の自主ギャラリーCAMPに参加。写真家の森山大道に師事した。
その後10年以上にわたり、フリーの立場で主に自主ギャラリーCAMPで東京の写真を継続して発表した。1992年（平成4年）に『街』と『人へ』の2冊の写真集を出版してからは、東京だけではなく中国の上海、香港、インドのコルカタ、バングラデシュのダッカなど、アジアの主要都市も歩くようになった。
1997年（平成9年）に『HONGKONG英領香港』により第22回伊奈信男賞を受賞。2011年（平成23年）に『基隆』により第20回林忠彦賞を受賞。2016年（平成28年）に『DHAKA2』により第35回土門拳賞を受賞した。

## 写真集
- 1992年 『街』蒼穹舎
- 1992年 『人へ』私家版
- 1995年 『上海』私家版
- 1997年 『HONG KONG』蒼穹舎
- 1999年 『野良猫』モール
- 2003年 『TOKYO、東京』ワイズ出版
- 2003年 『CALCUTTA』蒼穹舎
- 2005年 『HOLIDAY』YK出版
- 2008年 『TOKYO UP CLOSE』ラットホールギャラリー
- 2008年 『東京2005-2007』蒼穹舎
- 2010年 『基隆』グラフィカ編集室
- 2012年 『東京2009-2010』蒼穹舎
- 2012年 『人へⅡ』蒼穹舎
- 2015年 『DHAKA』東京キララ社
- 2015年 『香港1995-1997』shashasha.co
- 2015年 『DHAKA 2』Zen Foto Gallery
- 2017年 『バンコ』蒼穹舎
- 2018年 『東京 2016-2017』蒼穹舎

## パブリックコレクション
- 東京都写真美術館[1]
- 周南市美術博物館[1]
- 株式会社ニコン[1]
- 土門拳記念館[1]

## 受賞歴
- 1997年（平成9年） 第22回伊奈信男賞[1] - 『HONGKONG英領香港』による
- 2011年（平成23年） 第20回林忠彦賞[1] - 『基隆』による
- 2016年（平成28年） 第35回土門拳賞[1] - 『DHAKA2』による